# Eric Ripper
Eric Stephen Ripper (ur. 13 września 1951 w Subiaco, Australia Zachodnia) – polityk australijski, tymczasowy premier rządu stanowego Australii Zachodniej w styczniu 2006.
Jest z zawodu nauczycielem. W 1988 po raz pierwszy został wybrany do Zgromadzenia Stanowego Australii Zachodniej (w wyborach uzupełniających), kandydując z ramienia Partii Pracy. Uzyskiwał także mandat w kolejnych wyborach, po raz ostatni w 2005. W latach 1991–1993 pełnił funkcję ministra ds. osób niepełnosprawnych i służb publicznych w rządzie stanowym kierowanym przez Carmen Lawrence. Po porażce wyborczej Partii Pracy w 1993 odpowiadał za liczne resorty w gabinecie cieni Partii Pracy.
Ponownie znalazł się w rządzie stanowym w 2001. W gabinecie kierowanym przez Geoffa Gallopa był m.in. wicepremierem i skarbnikiem. W styczniu 2006 przejął czasowo kierowanie rządem po rezygnacji Gallopa; 25 stycznia 2006 przekazał funkcję premiera Alanowi Carpenterowi.
Jest ojcem dwóch synów.